# Emily Zurrer
Emily Jane Zurrer, née le 12 juillet 1987 à Vancouver, est une joueuse canadienne de soccer (football) qui évolue au poste de défenseur. Elle fait partie du club suédois du Jitex BK et de l'équipe du Canada de soccer féminin. Elle a précédemment joué pour le club américain du Seattle Reign FC.

## Carrière
Emily Zurrer naît à Vancouver et grandit à Crofton (Colombie-Britannique). Elle commence à jouer à sept ans pour le club de Cowichan Valley. En 2003, à 15 ans, elle entre dans le programme national de formation. Elle fait partie de l'équipe championne du Championnat de la CONCACAF des moins de 20 ans en 2004 et participe à la Coupe du monde des moins de 19 ans en Thaïlande la même année. En 2006, elle participe de nouveau au Championnat de la CONCACAF des moins de 20 ans ainsi qu'à la Coupe du monde des moins de 20 ans en Russie. 
Dès le 3 juillet 2004, alors qu'elle n'a pas encore 17 ans, elle fait ses débuts avec l'équipe nationale féminine lors d'un match amical contre les États-Unis. En 2008, elle fait partie de l'équipe canadienne aux Jeux olympiques de Pékin. Elle est sélectionnée pour la Coupe du monde de 2011 et est titulaire pour tous les matchs. Elle est de nouveau sélectionnée pour la Coupe du monde de 2015 mais n'entre pas sur le terrain durant la compétition.
De 2005 à 2008, Emily Zurrer étudie à l'université de l'Illinois, où elle s'aligne pour les Fighting Illini. Elle joue professionnellement d'abord pour les Whitecaps de Vancouver à partir de 2004, entre ses sessions universitaires et sa participation aux équipes nationales; sa dernière saison à Vancouver est en 2010. Entretemps, en 2009, elle s'aligne pour le Chicago Red Eleven puis, en 2009-2010, elle joue pour le SG Essen-Schönebeck dans la Bundesliga; où elle dispute 9 matchs. En juillet 2011, elle signe un contrat avec le club suédois du Dalsjöfors GoIF, étant alignée dans 10 matchs.
En janvier 2013, Zurrer se joint au Seattle Reign FC de la National Women's Soccer League. Puis, en décembre 2013, elle signe avec le Jitex BK dans la ligue suédoise.